# BG Андромеды
BG Андромеды (лат. BG Andromedae) — одиночная переменная звезда* в созвездии Андромеды на расстоянии приблизительно 3333 световых лет (около 1022 парсеков) от Солнца. Видимая звёздная величина звезды — от +15,6m до +8,5m.

## Характеристики
BG Андромеды — красная пульсирующая переменная S-звезда, мирида (M) спектрального класса S6,5,5e, или S4e, или S5-7/3e, или S5/3e, или S9,5e. Эффективная температура — около 3291 K.